# Dominikanska Republika na Olimpijskim igrama 2016.
Dominikanska Republika je nastupila na Ljetnim olimpijskim igrama u Brazilu 2016. godine.

## Streljaštvo
- trap (M): Eduardo Lorenzo[1]